# Eublemma stygiodonta
Eublemma stygiodonta là một loài bướm đêm trong họ Erebidae.